# Emesis sinuata
Emesis sinuata är en fjärilsart som beskrevs av William Chapman Hewitson 1877. Emesis sinuata ingår i släktet Emesis och familjen Riodinidae. Inga underarter finns listade i Catalogue of Life.